# Cyanea munroi
Cyanea munroi är en klockväxtart som först beskrevs av Edward Yataro Hosaka, och fick sitt nu gällande namn av Thomas G. Lammers. Cyanea munroi ingår i släktet Cyanea, och familjen klockväxter. Inga underarter finns listade i Catalogue of Life.